# Raya Sanggeue
Raya Sanggeue is een bestuurslaag in het regentschap Pidie van de provincie Atjeh, Indonesië. Raya Sanggeue telt 530 inwoners (volkstelling 2010).